# Шатонёф-дю-Фау
Шатонёф-дю-Фау (фр. Châteauneuf-du-Faou) — коммуна на северо-западе Франции, находится в регионе Бретань, департамент Финистер, округ Шатолен, кантон Бриек. Расположена в 64 км к юго-востоку от Бреста и в 36 км к северо-востоку от Кемпера, на правом берегу реки Он. Через территорию коммуны проходит национальная автомагистраль N165.
Население (2019) — 3 650 человек. 

## История
Существуют веские доказательства, что люди жили в этой области несколько тысяч лет. Большое количество курганов, обнаруженных у обочин дороги от Шатолена до Каре-Плугера, свидетельствуют о плотности доисторического населения. Найдены также захоронения бронзового и железного веков.  В 1878 году были найдены римские монеты времен правления императоров Галлиена и Аврелиана. 
Название Шатонеф-дю-Фау, или Кастель-Невез-ар-Фау на бретонском языке, переводится как «новый замок в стране». Каструм Новум, или новая крепость, была построена лордами Фау,  являвшимися боковой ветвью дома Леон. Крепость была захвачена в 1186 году Гихомархом и Эрве де Леон и впоследствии принадлежала виконтам Леона, пока не была конфискована в 1420 году герцогом Бретани Жаном VI. В 1440 году она была частично разрушена.
За свою историю Шатонеф-дю-Фау пережил несколько беспорядков и войн. Худший день в его истории был 23 марта 1593 года. Религиозные войны, начавшиеся в 1589 году, подходили к концу. Всего четыре месяца оставалось до обращения Генриха IV в католичество с его знаменитым "Paris vaut bien une messe" ("Париж стоит мессы"). В тот весенний день, в марте 1593 года, в Шатонеф-дю-Фау вторглись сотни вооруженных гугенотов. Дома католиков были сожжены, а сами жители убиты. Рассказывают, что гугенотские солдаты захватили священную дароносицу и бросили ее на землю. Священник поднял священную гостию и проглотил ее, но солдат убил его. Эта история изображена на одном из витражей часовни Нотр-Дам. 
Восстание гербовой бумаги (или, как его называли в Бретани, Восстание красных колпаков) не пощадило Шатонеф-дю-Фау. Разгневанные крестьяне сожгли замок в 1675 году.
В 1438 году внутри старого дерева была найдена статуя Пресвятой Девы Марии. Находка была отмечена строительством часовни Нотр-Дам-де-Порт, популярного места паломничества.

## Достопримечательности
- Приходская церковь Святого Иулиана и Богоматери (Нотр-Дам) XVIII-XIX веов
- Часовня Нотр-Дам-де-Порт конца XIX века, сочетание неороманского стиля и неоготики
- Шато Треварес начала XX века в стиле неоготика
- Отдельные сохранившиеся части средневекового замка
- Мост дю Руа через реку Он XVII века

## Экономика
Структура занятости населения:
- сельское хозяйство — 4,6 %
- промышленность — 35,8 %
- строительство — 2,8 %
- торговля, транспорт и сфера услуг — 30,4 %
- государственные и муниципальные службы — 26,4 %

Уровень безработицы (2018) — 15,0 % (Франция в целом —  13,4 %, департамент Финистер — 12,1 %). 

Среднегодовой доход на 1 человека, евро (2018) — 20 000 (Франция в целом — 21 730, департамент Финистер — 21 970).

## Демография
Динамика численности населения, чел.

## Администрация
Пост мэра Шатонёф-дю-Фау с 2020 года занимает Тюгдюаль Брабан (Tugdual Braban).  На муниципальных выборах 2014 года возглавляемый им левый список победил в 1-м туре, получив 60,18 % голосов.
| Период | Период | Фамилия         | Партия                    | Примечания                                                                |
| ------ | ------ | --------------- | ------------------------- | ------------------------------------------------------------------------- |
| 1965   | 1989   | Жорж Ле Мёр     |                           |                                                                           |
| 1989   | 2014   | Кристиан Менар  | Союз за народное движение | депутат Национального собрания Франции, член Регионального совета Бретани |
| 2014   | 2020   | Жан-Пьер Роллан | Разные правые             | пенсионер                                                                 |
| 2020   |        | Тюгдюаль Брабан | Разные левые              | работник медико-социальной службы                                         |

## Города-побратимы
- Саут Брент, Великобритания
- Чинчон, Испания

## Культура
В Шатонеф-дю-Фау в течение нескольких лет жил известный художник Поль Серюзье. В 1894 году он написал вдохновляющую картину «Прощение Нотр-Дам-де-Порт в Шатонеф-дю-Фау». Эта картина принадлежит музею Орсе, передана на хранение в Музей изящных искусств Кемпера. Церемония «прощения (pardon)»  - старая традиция в Бретани, особенно ярко отмечается именно в Шатонёф-дю-Фау.

## Галерея
- Часовня Нотр-Дам
- Церковь Светого Иулиана и Богоматери
- Шато Треварес
- Мост дю Руа